# Krascheninnikovia lanata
Krascheninnikovia lanata es una especie de planta perteneciente a la familia de las amarantáceas. Es originaria de Norteamérica.

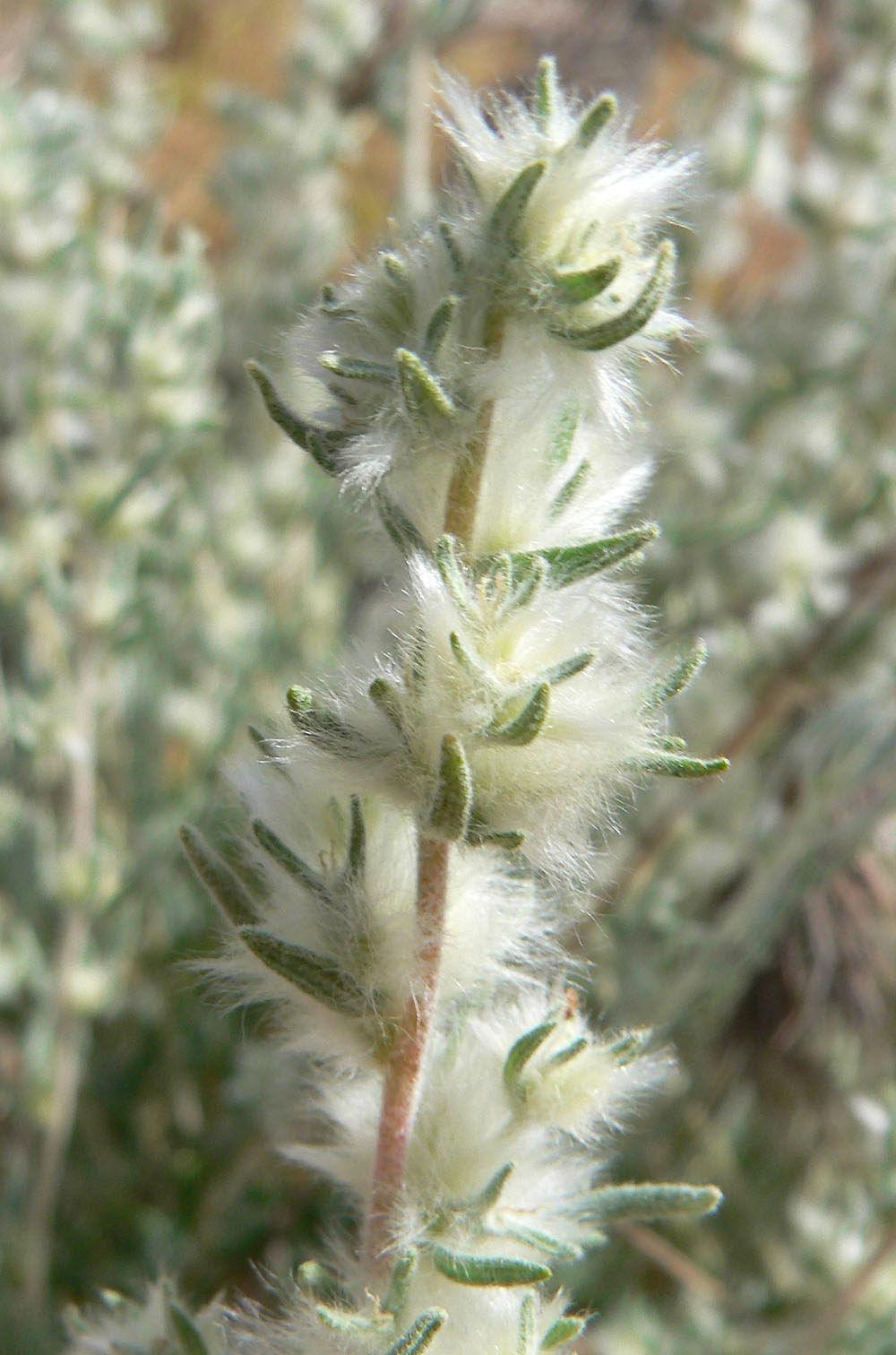
Planta en el Desierto de Mojave, Nevada, Estados Unidos.

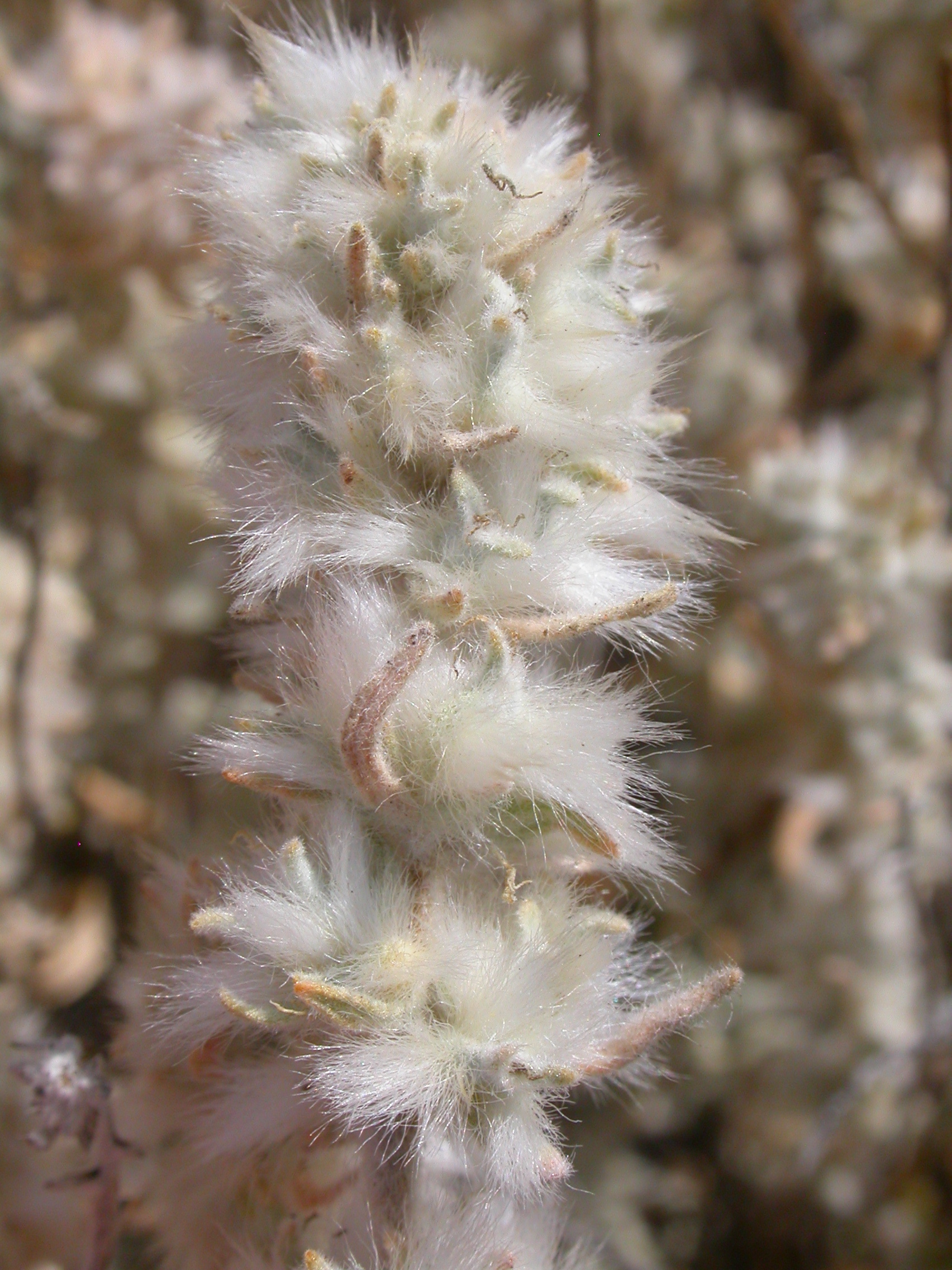
Detalle de la inflorescencia

## Descripción
Es un pequeño arbusto de ramas erectas que alcanza un tamaño comprendido entre 0,5-1 metros de altura. Produce hojas lanceoladas de hasta 3 centímetros de largo. Los tallos y follaje frescos de color gris, están cubiertos en lana con pelos blancos que envejecen a un color rojizo. La parte superior de las ramas troncales están ocupadas por abundante inflorescencias en forma de espigas desde marzo a junio. El arbusto es generalmente monoico, con una inflorescencia erguida en su mayoría con flores estaminadas con unas cuantas flores pistiladas agrupadas cerca de la parte inferior. Las flores masculinas tienen grandes brácteas como hojas lanosas.
Las flores pistiladas con brácteas más pequeñas y desarrollan pequeñas frutas blancas. Los pelos sedosos en las frutas permiten dispersión por el viento .

## Distribución
Es nativo a gran parte del oeste de América del Norte: desde el centro oeste de Canadá, a través del oeste de Estados Unidos al norte de México.

## Hábitat
La planta crece en una gran variedad de hábitats a una altitud de 100-2 700 metros en las praderas y llanuras o matorrales xerófitos o a la sombra ubicadas en las caras de montaña lluviosas.
Es una planta halófita que crece en suelos salinos así como los de pisos alcalinos, incluidas las de la Gran Cuenca, el Valle Central de California, las Grandes Llanuras, y el Desierto de Mojave.

## Cultivo
Se cultiva en viveros comerciales como planta ornamental para xerojardinería y jardines de la vida silvestre y plantas nativas en paisajes naturales. El follaje de color gris claro puede ser un rasgo distintivo en los diseños del jardín. Las plantas son muy longevas.

## Ecología
Esta especie es en invierno un importante aporte de forraje para pastoreo de animales domésticos y salvajes.

## Usos
Esta especie era una planta medicinal tradicional utilizada por muchas tribus de nativos americanos que vivían en América del Norte, para una amplia variedad de dolencias y beneficios.

## Taxonomía
La especie fue descrita inicialmente como Diotis lanata por Frederick Traugott Pursh y publicada en  Flora Americae Septentrionalis 2: 602, en 1813, actualmente, es tanto un sinónimo como el basónimo de esta; y ulteriormente, sería transferida al género Krascheninnikovia por Adrianus Dirk Jacob Meeuse y A. Smit en Taxon 20(4): 644, en 1971.

#### Etimología
Véase: Krascheninnikovia
lanata: epíteto latino que significa "lanuda".